# Ichalkaranji
Ichalkaranji – miasto w Indiach, w stanie Maharasztra. W 2011 roku liczyło 287 353 mieszkańców.